# Justin Guarini
Justin Guarini, pseudonimo di Justin Eldrin Bell (Columbus, 28 ottobre 1978), è un cantautore e attore teatrale statunitense.
È di origini italiane da parte di madre, il cui cognome è Guarini, mentre ha radici afroamericane da parte di padre.
Nel 2002 è giunto secondo (dietro Kelly Clarkson) nella prima edizione del American Idol.

## Discografia
Album studio
- 1999 - The Midnight Voices
- 2003 - Justin Guarini
- 2005 - Stranger Things Have Happened

EP
- 2008 - Revolve

## Filmografia parziale
- From Justin to Kelly, regia di Robert Iscove (2003)